# Línea de alta velocidad europea Este
La Línea de alta velocidad europea Este (Ligne à Grande Vitesse Est européenne en idioma francés o LGV Est) es una línea de alta velocidad francesa que unirá París con Estrasburgo, permitiendo conexiones ferroviarias veloces entre París, las principales ciudades del este de Francia, Luxemburgo, y ciudades de Alemania y Suiza. Asimismo hará posible las conexiones ferroviarias veloces entre el este de Francia y el resto de país e incluso Bélgica y el Reino Unido.
Forma parte del corredor ferroviario 4 de la Red Transeuropea de Ferrocarril de Alta Velocidad. 
La línea discurre por las regiones francesas del Gran Este e Isla de Francia. La línea total tiene una longitud de 406 km. Los primeros 300 km, desde Vaires-sur-Marne (cerca de París) hasta Baudrecourt, están en servicio comercial desde el 10 de junio de 2007. Fue construida para soportar velocidades de hasta 350 km/h aunque inicialmente los servicios comerciales no superarán los 320 km/h.

## El proyecto
La construcción de la línea fue dividida en dos etapas:
- Desde Vaires-sur-Marne en cercanías de París hasta Baudrecourt desde donde se conecta con las líneas convencionales Metz-Saarbrücken y Metz-Estrasburgo. Su apertura comercial se produjo el 10 de junio de 2007.
- Desde Baudrecourt hasta Vendenheim en cercanías de Estrasburgo, con inauguración prevista para el año 2010. Mientras tanto los trenes TGV recorrerán este tramo por la línea existente Metz-Estrasburgo a 160 km/h (velocidad normal para esta línea convencional).

Los tiempos de viaje se reducirán de la siguiente manera:
- París-Estrasburgo: de 4 horas a 2h 20 (primera fase) y a 1h 50 (segunda fase)
- París-Reims: de 1h 35 a 0h 45
- París-Sedan: de 2h 50 a 2h 00
- París-Charleville-Mézières: de 2h 30 a 1h35
- París-Nancy: de 2h 45 a 1h 30
- París-Metz: de 2h 45 a 1h 25
- París-Luxemburgo: de 3h 55 a 2h 05
- París-Basilea: de 4h 55 a 3h 20
- París-Zúrich: de 5h 50 a 4h 35
- París-Fráncfort del Meno de 6h 15 a 3h 49

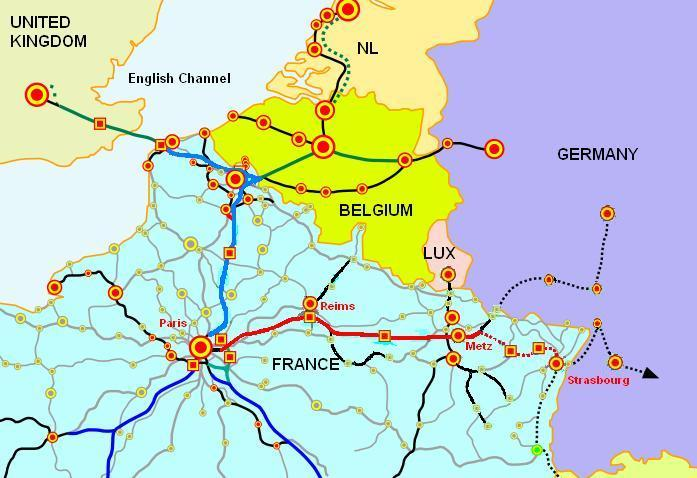
En rojo el recorrido de la LGV Est. (en línea de puntos la segunda etapa entre Metz y Estrasburgo).

## Estaciones
Además de la construcción de la línea propiamente dicha, el proyecto incluye la construcción de tres estaciones TGV:
- Champagne-Ardenne TGV cerca de Reims.
- Meuse TGV.
- Lorraine TGV en Louvigny, en cercanías del aeropuerto regional Metz-Nancy.

## Costos
El costo total será de aproximadamente € 4.000 millones, aportados de la siguiente forma:
- 61% fondos públicos
  - Gobierno francés
  - 17 gobiernos locales
  - Unión Europea
  - Luxemburgo
- 17% RFF
- 22% SNCF (incluidos € 800 millones para compra de nuevos trenes TGV